# الجامعة الوطنية المستقلة في المكسيك

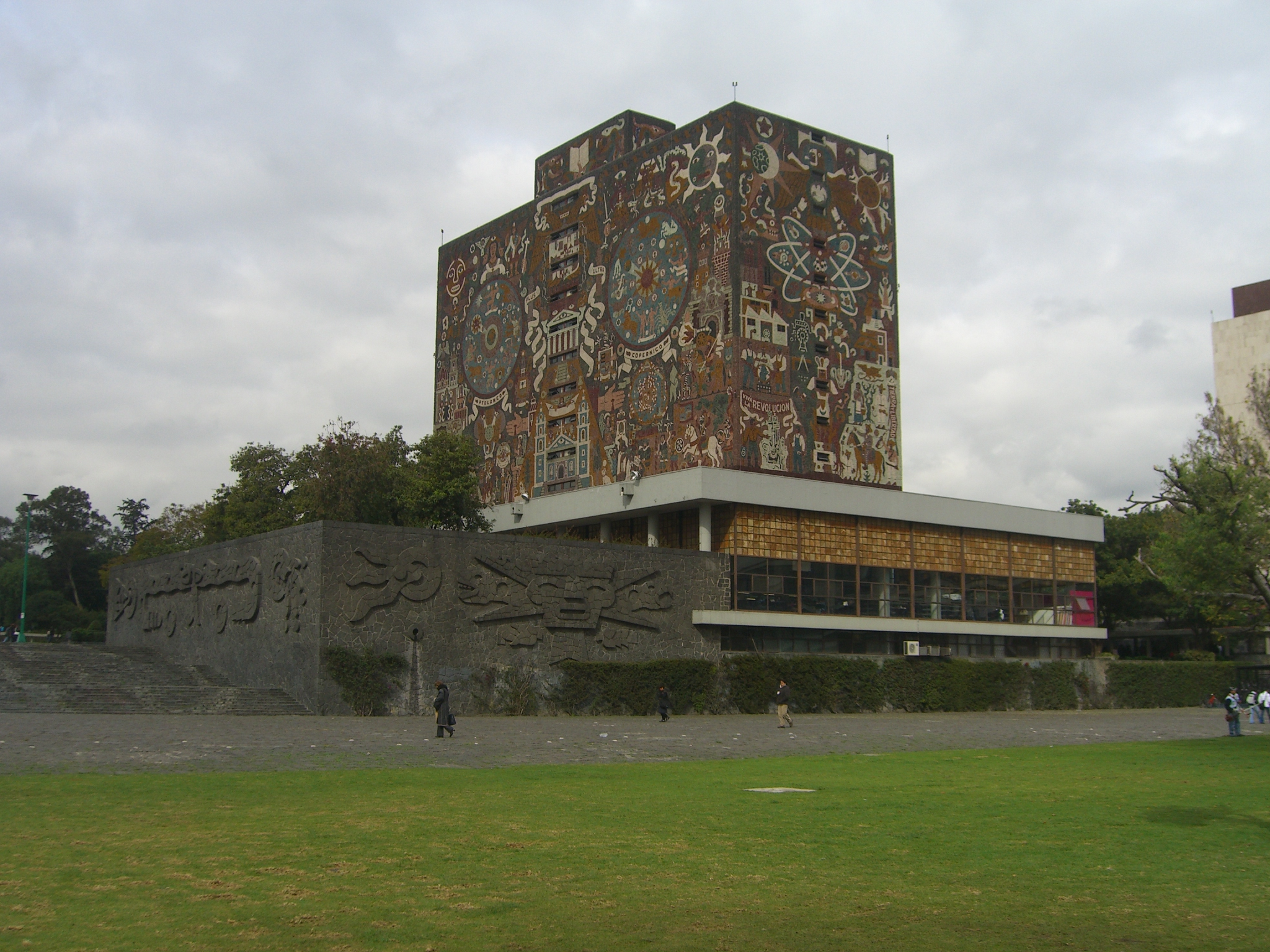
المكتبة المركزية للجامعة

الجامعة الوطنية المستقلة في المكسيك (بالإسبانية: Universidad Nacional Autónoma de México)‏ هي جامعة حكومية مركزها في مدينة مكسيكو سيتي، وتعتبر أكبر جامعة ذات حرم واحد في الأمريكيتين من حيث عدد الطلاب. تأسست في 22 سبتمبر 1910، ومؤسسها هو جوستو سييرا. أسسها كجامعة ليبرالية بديلة للجامعات المدعومة من قبل الكنيسة الكاثوليكية، مثل جامعة المكسيك الملكية والبابوية (باللغة الإسبانية:Real y Pontificia Universidad de México). وهي الجامعة الوحيدة في المكسيك التي من ضمن طلابها السابقين من حازوا على جائزة نوبل، وهم: ألفونسو جارسيا روبلز الحائز على جائزة نوبل للسلام، وأكتافيو باث، الحائز على جائزة نوبل للأدب وماريو مولينا الحائز على جائزة نوبل للكيمياء.كما أن الجامعة تقول بنشر عدة منشورات في مجالات عدة كالرياضيات والفيزياء والتاريخ. تم منح الجامعة استقلالها في العشرينيات من القرن المنصرم، مما أعطاها الحرية في تحديد مناهجها وإدراة ميزانيتها دون تدخل الحكومة. وكان لهذا الأثر الكبير على الحياة الأكاديمية في الجامعة، مما أدى كما يعتقد البعض لزيادة الحرية الأكاديمية في الجامعة واستقلالها. بالإضافة لكونها واحدة من أشهر الجامعات في أمريكا اللاتينية، فهي من أكبر وأثرى الجامعات من حيت التفاصيل الفنية. حرمها الجامعي هو موقع أحد المواقع الأثرية العالمية المعترف بها من اليونسكو. صمم حرمها الجامعي أحد أشهر المهندسين المعمارين في المكسيك في القرن العشرين. وقام برسم الأعمال الفنية في الحرم الجامعي عدد كبير من أشهر الفنانين في تاريخ المكسيك.

## معرض الصور

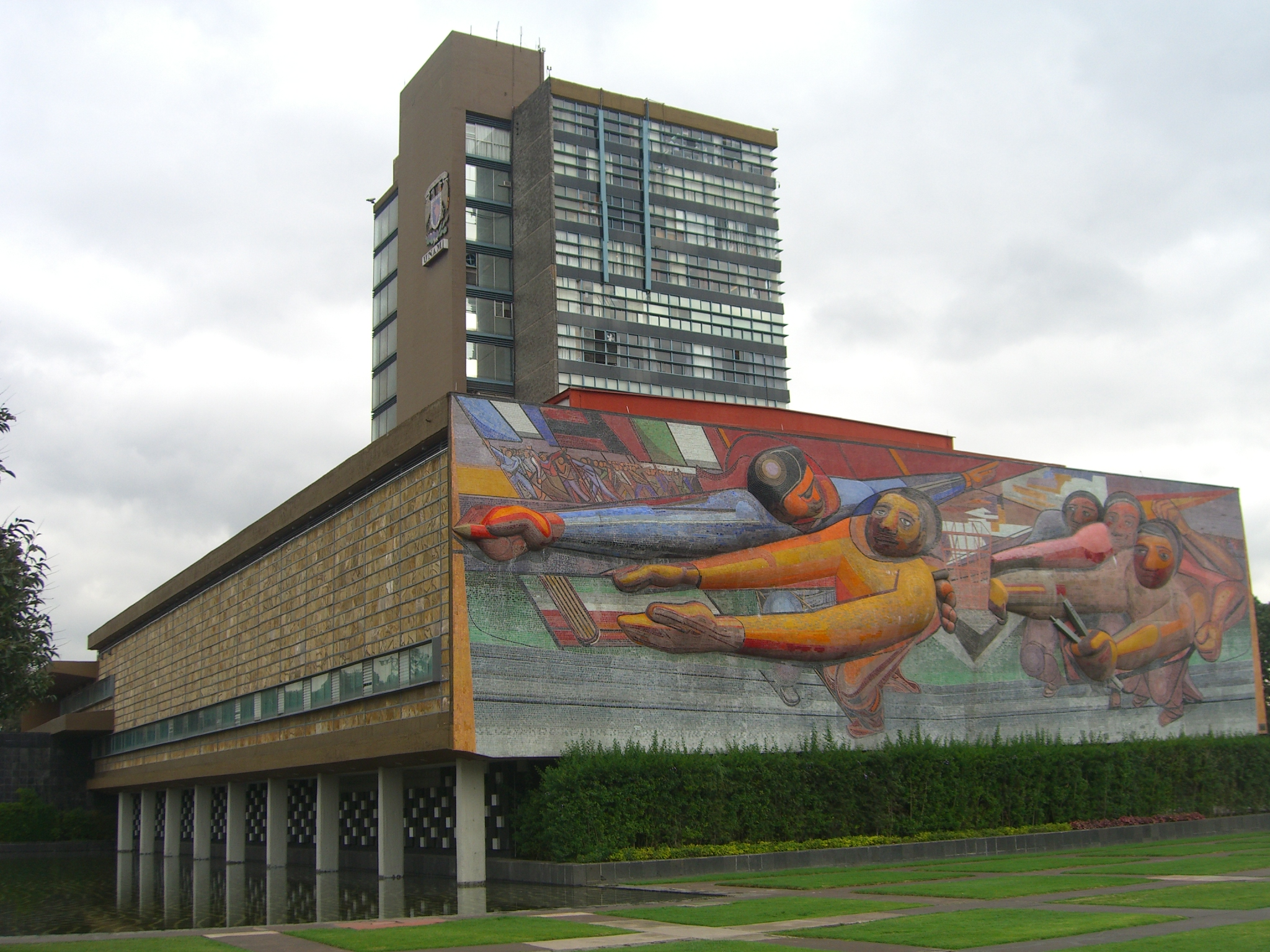
عمل فني قام به دافيد ألفارو سيكويرس.

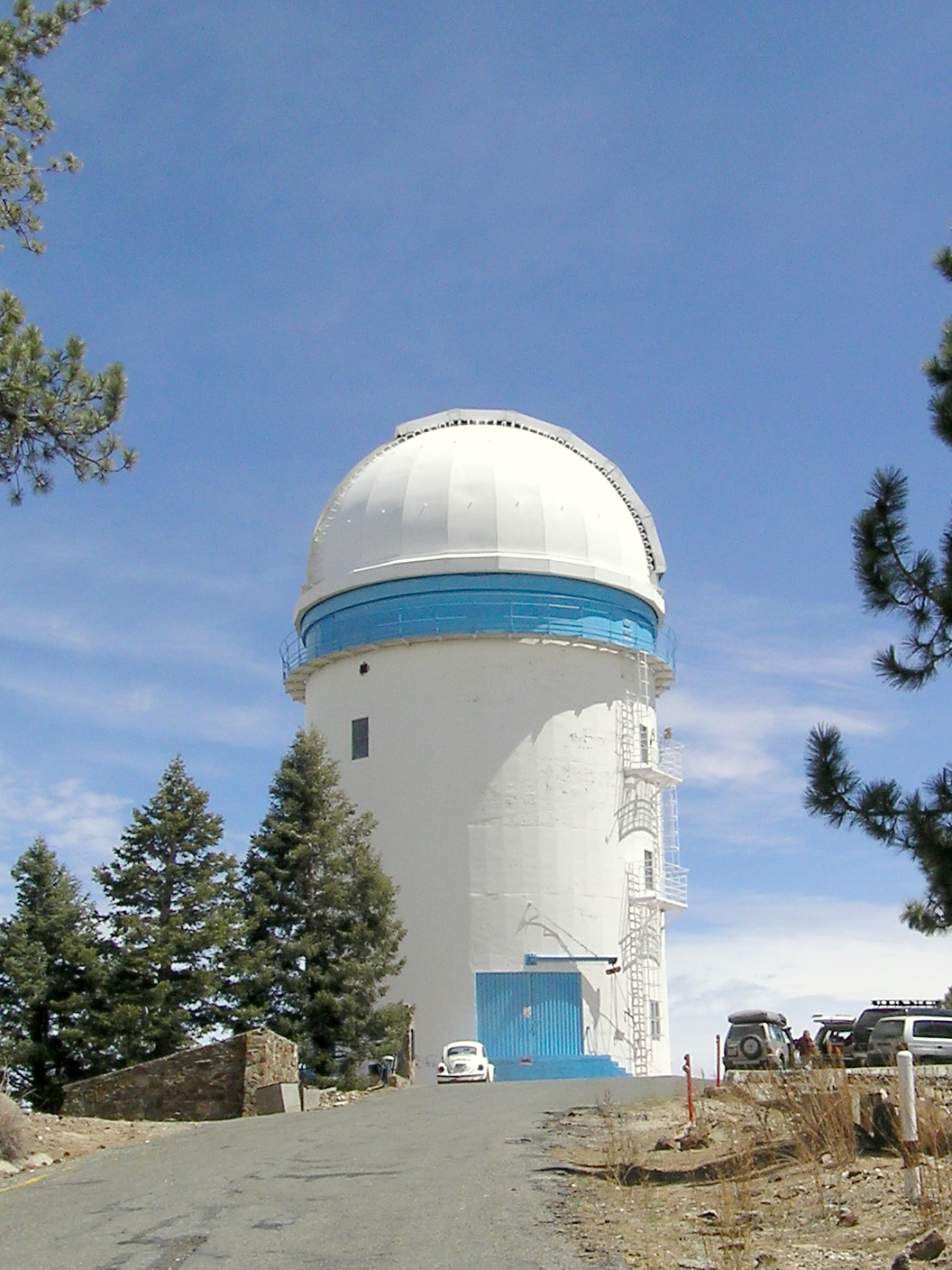
مبنى الملاحظة الفلكي.
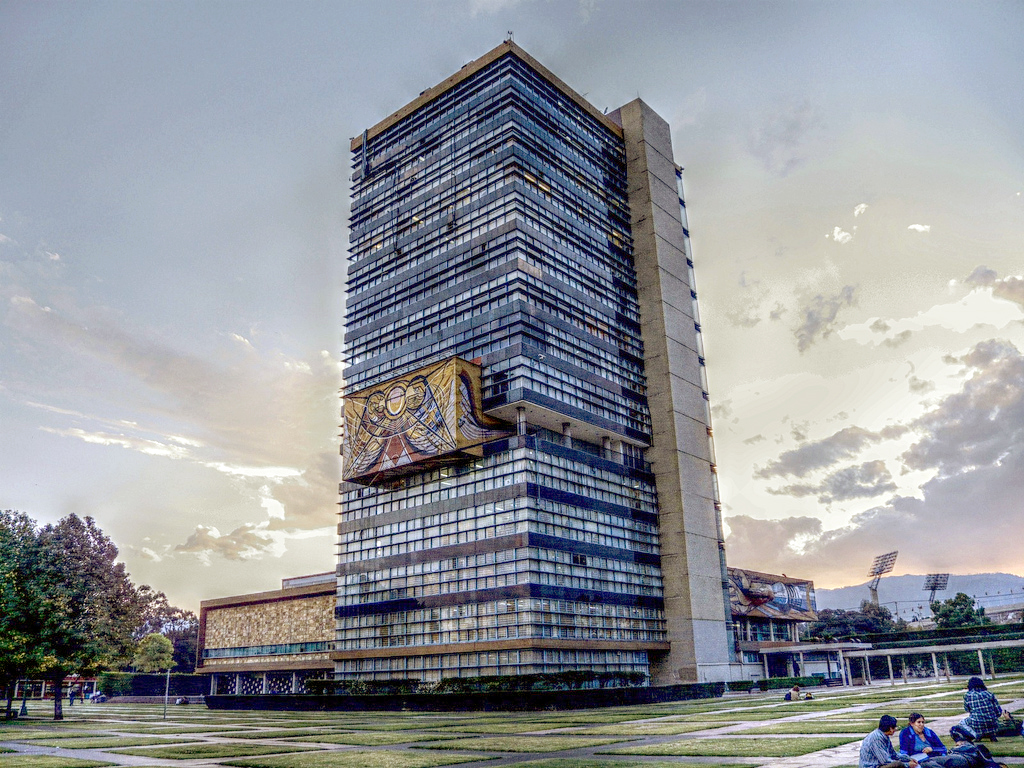
برج الإدارة.
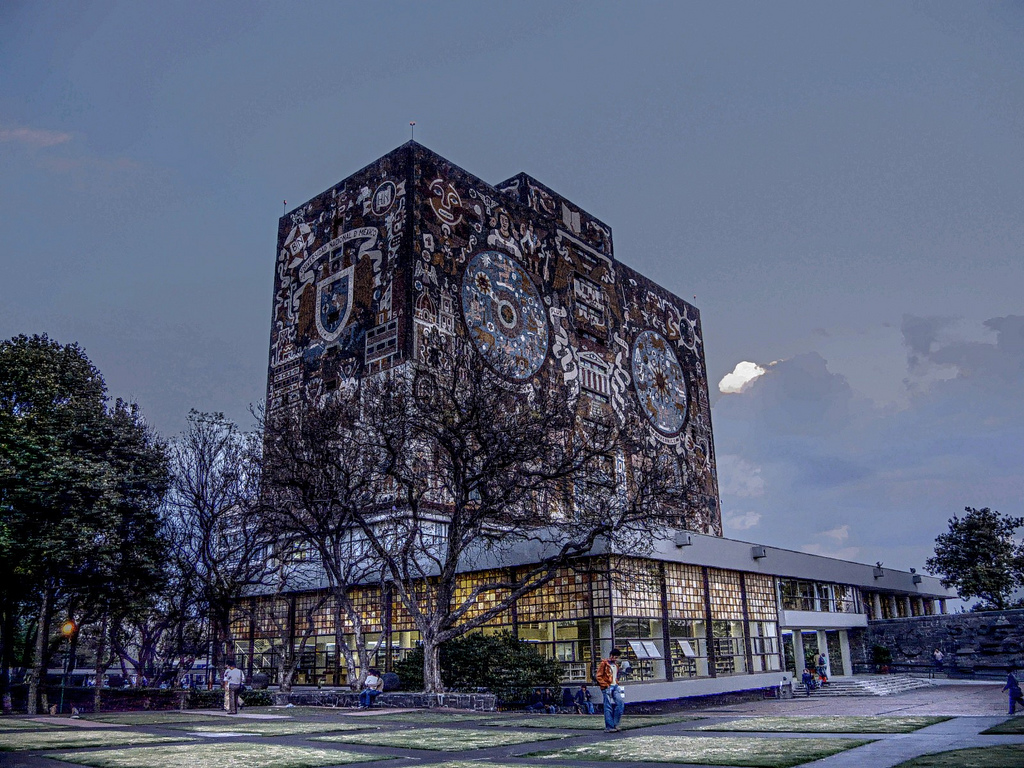
مبنى المكتبة المركزية